# Azione Sociale
Azione Sociale (Acción Social) (AS), inicialment conegut com a Libertà d'Azione (Llibertat d'Acció) (LdA), va ser un partit polític en italià conservador nacionalista, fundat i dirigit per Alessandra Mussolini, neta de Benito Mussolini. En l'actualitat és un corrent intern del Poble de la Llibertat de Silvio Berlusconi.
Mussolini, que havia sigut membre d'Aliança Nacional (AN) des de la seua fundació, va abandonar aquest el 28 de novembre de 2003, després de les declaracions del líder del partit i el Viceprimer Ministre Gianfranco Fini durant una la visita a Israel en les quals va descriure el feixisme com "el mal absolut", disculpant-se pel paper d'Itàlia com una de les potències de l'Eix en la Segona Guerra Mundial. No obstant, Mussolini sí que va defensar el dret d'Israel a existir i va declarar que el món "ha de demanar perdó a Israel".
Després d'aquests fets, Mussolini va formar el seu partit i va organitzar una coalició anomenada Alternativa Social. Anteriorment Mussolini, sempre havia pres posicions progressistes en molts temes, incloent l'avortament, la inseminació artificial, els drets dels homosexuals i les unions civils.
La coalició es va dissoldre després de les eleccions generals de 2006, i el 2007 el partit es va dissoldre, tornant la majoria dels seus membres a AN. Mussolini es va reconciliar de nou amb Fini i estava preparant el seu reingrés en AN quan Silvio Berlusconi creà el Poble de la Llibertat (PdL); Mussolini va decidir fusionar el que quedava d'Acció Social en aquest nou partit i va ser triada diputada en les eleccions generals de 2008.
Dins del PdL Mussolini prompte es va convertir en el líder de l'ala favorable a la immigració dins del partit, sovint prenent una línia independent i oposada a algunes de les polítiques del govern de Berlusconi.